# TIF Viking
TIF Viking est un club norvégien de volley-ball fondé en 1981 et basé à Bergen, évoluant pour la saison 2020-2021 en Mizunoligaen.

## Historique
En août 2016, le Nyborg Volleyballklubb a fusionné avec Turn og Idrettsforeningen Viking et
prend le nom TIF Viking.

## Effectifs

### Saison 2020-2021
| No                                        | Nom                                       | Date de naissance                         | Taille                         | Poids                          | Poste                          |
| ----------------------------------------- | ----------------------------------------- | ----------------------------------------- | ------------------------------ | ------------------------------ | ------------------------------ |
| 1                                         | Tilde Helvik Morken                       | 17 juillet 1995                           | 171                            |                                | Libero                         |
| 2                                         | Nora Amalie Moum Visnes                   | 7 mai 2001                                | 184                            |                                | Centrale                       |
| 3                                         | Julia Søreide Hansen                      | 25 août 2002                              | 170                            |                                | Réceptionneuse-attaquante      |
| 4                                         | Solveig Morken Bjelland                   | 18 février 1992                           | 180                            |                                | Attaquante                     |
| 5                                         | Anja Solberg                              | 26 août 1999                              | 175                            |                                | Réceptionneuse-attaquante      |
| 6                                         | Anna Haram                                | 21 octobre 1998                           | 173                            |                                | Réceptionneuse-attaquante      |
| 7                                         | Tora Aksnes                               | 20 mars 2001                              | 170                            |                                | Réceptionneuse-attaquante      |
| 8                                         | Elise Selstad Thue                        | 25 janvier 1999                           | 165                            |                                | Libero                         |
| 9                                         | Charlotte Renee Hansen                    | 31 août 1995                              | 171                            |                                | Réceptionneuse-attaquante      |
| 10                                        | Lisa Løftingsmo Walle                     | 22 juin 1995                              | 180                            | 70                             | Centrale                       |
| 11                                        | Ingrid Gladsøy Hellum                     | 20 juin 1999                              | 179                            |                                | Attaquante                     |
| 12                                        | Vilde Femsteinevik Stakseng               | 18 mars 1995                              | 168                            |                                | Attaquante                     |
| 13                                        | Michelle Ann Janbu                        | 6 décembre 1999                           | 166                            |                                | Réceptionneuse-attaquante      |
| 14                                        | Grethe Tuft Soltvedt                      | 21 octobre 1998                           | 180                            |                                | Passeuse                       |
| 15                                        | Malin Hrannardottir Skeie                 | 6 octobre 1995                            | 184                            |                                | Centrale                       |
| 16                                        | Anna Nore                                 | 6 juin 2002                               | 180                            |                                | Centrale                       |
|                                           |                                           |                                           |                                |                                |                                |
| Encadrement technique                     | Encadrement technique                     |                                           | Légende                        | Légende                        | Légende                        |
| Entraîneur : Martin Mjelde Bjelland       | Entraîneur : Martin Mjelde Bjelland       | Entraîneur : Martin Mjelde Bjelland       | : Capitaine                    | : Capitaine                    | : Capitaine                    |
| Entraîneur(s) adjoint(s) : Daniel Evensen | Entraîneur(s) adjoint(s) : Daniel Evensen | Entraîneur(s) adjoint(s) : Daniel Evensen | : Joueuse blessée actuellement | : Joueuse blessée actuellement | : Joueuse blessée actuellement |